# Alphonse Chapanis
Alphonse Chapanis (Connecticut, 17 de março de 1917 – Baltimore, 4 de outubro de 2002) foi um dos fundadores da ergonomia. Ele foi muito ativo na melhoria da segurança na aviação na época da Segunda Guerra Mundial. Uma de suas contribuições mais conhecidas foi a codificação de formato, quando ele, que na época era tenente da Força Aérea Americana, resolveu o problema de um dos controles de uma aeronave serem confundidos com outro, parcialmente por serem próximos um ao outro. Um era para os flaps e outro para mecanismo de aterrissagem, de forma que as consequências de um erro eram severas. Ele fixou uma roda ao controle do mecanismo de aterrissagem e um triângulo ao dos flaps. Após isso não houve mais casos de o mecanismo de aterrissagem sendo acionado enquanto a aeronave estava no solo.
Chapanis teve uma longa carreira de contribuições à ergonomia e aposentou-se como Professor Emérito na Universidade Johns Hopkins.